# Sericolea brassii
Sericolea brassii är en tvåhjärtbladig växtart. Sericolea brassii ingår i släktet Sericolea och familjen Elaeocarpaceae.

## Underarter
Arten delas in i följande underarter:
- S. b. brassii
- S. b. carrii
- S. b. grossiserrata